# Jáderson Flores dos Reis
Jáderson Flores dos Reis, mais conhecido como Jáderson (Porto Alegre, 12 de agosto de 2000), é um futebolista brasileiro que atua como ponta. Atualmente joga no Remo.

## Carreira

### Antecedentes
Nascido em Porto Alegre, Rio Grande do Sul, Jáderson foi criado no bairro Mário Quintana. Ele sofreu um acidente em um jogo de futsal aos sete anos de idade, após uma grande recuperação, decidiu optar pela carreira no futebol de campo.
Jáderson chegou a fazer um teste no Internacional, ele estava bem cotado para passar. Mas após a chegada do filho de um diretor para jogar, acabando por ficar com a vaga que seria dele pois os dois jogavam na mesma posição, ele desistiu de jogar no clube. No ano de 2014, Jáderson recebeu o convite para jogar na categoria sub-15 do Cruzeiro-RS.

### Cruzeiro-RS
No ano de 2017, foi relacionado pela primeira vez no time profissional do Cruzeiro-RS. Sua primeira partida aconteceu em 26 de março, entrando como substituto em uma vitória em casa por 2–0 sobre o Ypiranga de Erechim, pelo Campeonato Gaúcho de 2017. Naquele momento, Jáderson se tornava o jogador mais jovem a atuar naquela edição, aos 16 anos.
Pelo Cruzeiro-RS, fez 2 partidas e marcou nenhum gol.

### Athletico Paranaense
O desempenho do jogador chamou a atenção de vários clubes brasileiros, principalmente na questão da velocidade. O Athletico Paranaense anunciou a contratação de Jáderson no dia 3 de maio de 2017, assinando um contrato até abril de 2023, com o Cruzeiro-RS possuindo 30% dos direitos do jogador.
Desde a sua chegada, Jáderson jogou nas categorias de base do Athletico Paranaense. Em 2019, após ser um dos destaques na Copa São Paulo de Futebol Júnior, foi promovido diretamente para a equipe principal comandada por Tiago Nunes. Sua estreia pelo clube aconteceu em 13 de fevereiro, entrando como um substituto de Marco Ruben em um amistoso com o General Díaz, no qual foi vencido pelo Athletico por 2–1.
Na sua primeira passagem pelo Athletico Paranaense, fez 18 jogos e fez nenhum gol.

### Santa Cruz
Após fechar uma parceria com o Athletico Paranaense, em 13 de julho de 2020, o Santa Cruz anunciou a contratação de Jáderson, por um contrato de empréstimo até o final da temporada. Sua estreia pelo clube aconteceu em 18 de agosto, entrando como titular em uma vitória em casa por 3–2 sobre o Treze, pela Série C de 2020. Seu primeiro gol na carreira aconteceu em 31 de outubro, em uma vitória por goleada fora de casa sobre o Imperatriz por 6 a 1.
Pelo Santa Cruz, fez 20 jogos e marcou apenas um gol.

### Retorno ao Athletico Paranaense
Após o fim da temporada de 2020 no Santa Cruz, Jáderson retornou ao Athletico Paranaense. Sua reestreia pelo clube aconteceu em 27 de fevereiro, entrando como titular em uma derrota fora de casa por 1–0 para o Cianorte, pelo Campeonato Paranaense de 2021. Seu primeiro gol pelo clube aconteceu em 30 de abril, em uma vitória fora de casa por 1–0 sobre o Paraná.
Na sua segunda passagem pelo Athletico Paranaense, fez 21 jogos e marcou dois gols.

### Sport
Em 18 de janeiro de 2022, o Sport anunciou a contratação de Jáderson, por um contrato de empréstimo até o final da temporada. Sua estreia aconteceu em 22 de janeiro, entrando como substituto em uma derrota fora de casa por 1–0 para o CRB, pela Copa do Nordeste de 2022. Seus dois primeiros gols pelo clube aconteceram em 26 de janeiro, em uma vitória em casa por uma goleada de 7 a 0 sobre o Sete de Setembro, pelo Campeonato Pernambucano de 2022.

## Estatísticas
Atualizado até 2 de abril de 2025.

### Clubes
| Equipe               | Temporada         | Campeonato nacional | Campeonato nacional | Campeonato nacional | Copa nacional[a] | Copa nacional[a] | Copa nacional[a] | Competições continentais[b] | Competições continentais[b] | Competições continentais[b] | Outros torneios[c] | Outros torneios[c] | Outros torneios[c] | Total | Total | Total   |
| Equipe               | Temporada         | Jogos               | Gols                | Assist.             | Jogos            | Gols             | Assist.          | Jogos                       | Gols                        | Assist.                     | Jogos              | Gols               | Assist.            | Jogos | Gols  | Assist. |
| -------------------- | ----------------- | ------------------- | ------------------- | ------------------- | ---------------- | ---------------- | ---------------- | --------------------------- | --------------------------- | --------------------------- | ------------------ | ------------------ | ------------------ | ----- | ----- | ------- |
| Cruzeiro-RS          | 2017              | —                   | —                   | —                   | —                | —                | —                | —                           | —                           | —                           | 2                  | 0                  | 0                  | 2     | 0     | 0       |
| Cruzeiro-RS          | Total             | 0                   | 0                   | 0                   | 0                | 0                | 0                | 0                           | 0                           | 0                           | 2                  | 0                  | 0                  | 2     | 0     | 0       |
| Athletico Paranaense | 2019              | 1                   | 0                   | 0                   | —                | —                | —                | 0                           | 0                           | 0                           | 9                  | 0                  | 0                  | 10    | 0     | 0       |
| Athletico Paranaense | 2020              | —                   | —                   | —                   | —                | —                | —                | —                           | —                           | —                           | 8                  | 0                  | 2                  | 8     | 0     | 2       |
| Athletico Paranaense | 2021              | 8                   | 0                   | 0                   | 1                | 1                | 0                | 1                           | 0                           | 0                           | 11                 | 1                  | 1                  | 21    | 2     | 1       |
| Athletico Paranaense | Total             | 9                   | 0                   | 0                   | 1                | 1                | 0                | 1                           | 0                           | 0                           | 28                 | 1                  | 3                  | 39    | 2     | 3       |
| Santa Cruz           | 2020              | 20                  | 1                   | 0                   | —                | —                | —                | —                           | —                           | —                           | —                  | —                  | —                  | 20    | 1     | 0       |
| Santa Cruz           | Total             | 20                  | 1                   | 0                   | 0                | 0                | 0                | 0                           | 0                           | 0                           | 0                  | 0                  | 0                  | 20    | 1     | 0       |
| Sport                | 2022              | 9                   | 0                   | 0                   | 1                | 0                | 0                | —                           | —                           | —                           | 19                 | 3                  | 2                  | 29    | 3     | 2       |
| Sport                | Total             | 9                   | 0                   | 0                   | 1                | 0                | 0                | 0                           | 0                           | 0                           | 19                 | 3                  | 2                  | 29    | 3     | 2       |
| Tombense             | 2023              | 26                  | 0                   | 1                   | 3                | 0                | 0                | —                           | —                           | —                           | 7                  | 0                  | 1                  | 36    | 0     | 2       |
| Tombense             | Total             | 26                  | 0                   | 1                   | 3                | 0                | 0                | 0                           | 0                           | 0                           | 7                  | 0                  | 1                  | 36    | 0     | 2       |
| Remo                 | 2024              | 24                  | 4                   | 3                   | —                | —                | —                | —                           | —                           | —                           | 18                 | 2                  | 0                  | 42    | 6     | 3       |
| Remo                 | 2025              | 0                   | 0                   | 0                   | 2                | 1                | 1                | —                           | —                           | —                           | 11                 | 1                  | 0                  | 13    | 3     | 1       |
| Remo                 | Total             | 24                  | 4                   | 3                   | 2                | 1                | 1                | 0                           | 0                           | 0                           | 29                 | 3                  | 0                  | 56    | 9     | 4       |
| Total na carreira    | Total na carreira | 88                  | 5                   | 4                   | 7                | 2                | 1                | 1                           | 0                           | 0                           | 85                 | 7                  | 6                  | 182   | 15    | 11      |

- a. ^ Jogos da Copa do Brasil
- b. ^ Jogos da Copa Libertadores da América e da Copa Sul-Americana
- c. ^ Jogos de outros campeonatos

## Títulos

### Clubes
Athletico Paranaense
- Campeonato Paranaense: 2019, 2020
- Copa Sul-Americana: 2021[35]